# Georg Speyer

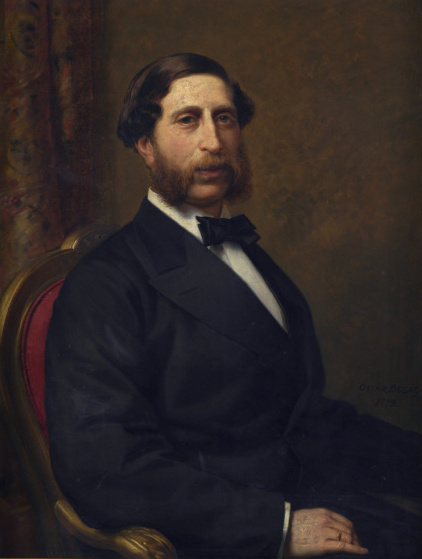
Porträt von Georg Speyer 1873

Georg Speyer (bis 1857 Gustav Speyer; * 1. Januar 1835 in Frankfurt am Main; † 24. April 1902 ebenda) war ein deutscher Bankier und Frankfurter Mäzen.

## Leben und Werk
Georg Speyer wurde am 1. Januar 1835 als Gustav Speyer in die jüdische Bankiersfamilie Speyer geboren. Sein Vater war der Bankier Lazarus Joseph Speyer, seine Mutter dessen Cousine Therese Ellisen. Die Geburt fand in Beisein des Arztes Johann Michael Mappes in Frankfurt statt. Er wuchs in seiner Heimatstadt auf und besuchte dort das Philanthropin. Seine kaufmännische Ausbildung absolvierte er in den Filialen des Familienunternehmens Lazard Speyer-Ellissen in New York und London. 
1854 wollte Gustav Speyer seinen Wohnort nach New York verlegen, um im Geschäft seines Onkels Gumperz Speyer, der unter dem Namen Gustav Speyer auftrat, zu lernen. Sein Vater beantragte daher am 21. Januar 1854 beim Senat der Freien Stadt Frankfurt den Namen seines Sohns in Georg umzubenennen. Gumperz trat bereits länger als Gustav auf und wurde unter diesem Namen Teilhaber seiner Bank. Erst am 17. Dezember 1857 wurden beide Umbenennungen bewilligt. 
1862 wurde Georg Speyer Prokurist, 1868 Teilhaber im väterlichen Bankhaus in Frankfurt, wo er bis zu seinem Tod in leitender Funktion tätig war. 1869 heiratete Georg Speyer die Berliner Bankierstochter Franziska Gumbert (1844–1909). Deren einziges Kind Alfred wurde am 29. Juli 1871 geboren. Da Alfred unter einer geistigen Behinderung litt, stand er bis zu seinem Tod 1927 unter Vormundschaft. 1875 zog Speyer mit seiner Familie in die Westendstraße.

## Soziales Engagement
Speyer trat neben seiner beruflichen Tätigkeit in Frankfurt vor allem als Förderer sozialer, künstlerischer und wissenschaftlicher Einrichtungen an die Öffentlichkeit. Er war Mitbegründer und stellvertretender Aufsichtsratsvorsitzender der Aktienbaugesellschaft für kleine Wohnungen (1890), die mit Unterstützung anderer Frankfurter Mäzene in ihren Wohngebieten Vereinshäuser, Lese- und Vortragssäle, Kindergärten und -krippen einrichtete. Speyer förderte einen Verein für Volkskindergärten und war 1899 Mitbegründer und Beiratsmitglied der Centrale für private Fürsorge in Frankfurt. Von seinem sozialpolitischen Engagement im Wilhelminischen Deutschland der Vorkriegszeit zeugen seine Mitgliedschaft im Vorstand der Gesellschaft zur Erforschung jüdischer Kulturdenkmäler und im Verein zur Abwehr des Antisemitismus.

## Mäzenatentum
Eine bedeutende Rolle spielte Georg Speyer bei der Gründung und beim Ausbau der Frankfurter Universität. Dabei unterstützte er neben Wilhelm Merton und anderen Frankfurter Förderern die Arbeit des Oberbürgermeisters Franz Adickes. So finanzierte er zwei Lehrstühle an der 1901 eröffneten Akademie für Sozial- und Handelswissenschaften, die als Vorläufer der Universität gelten kann, aus den Mitteln der zu diesem Zweck gemeinsam mit seiner Frau ins Leben gerufenen Georg und Franziska Speyer’sche Studienstiftung.
Nach Speyers Tod führte seine Frau Franziska Speyer das Werk ihres Mannes tatkräftig fort, wobei sie 1902 auf ein Stiftungsvermögen von 31 Millionen Mark zurückgreifen konnte. Von ihrem Schwager Ludwig Darmstaedter wurde sie auf die Forschungsarbeit Paul Ehrlichs aufmerksam gemacht, den bereits ihr Mann gefördert hatte. So stiftete sie 1906 eine Million Mark zur Errichtung eines chemotherapeutischen Forschungsinstituts. Es sollte der Arbeit Ehrlichs dienen, war aber gleichzeitig als Zentralgebäude (Georg-Speyer-Haus) einer Akademie für praktische Medizin auf dem Gelände des Städtischen Krankenhauses (heute Universitätsklinikum Frankfurt am Main) an der Sandhofstraße in Frankfurt-Sachsenhausen gedacht. 
Nach dem Tod Franziska Speyers wurden die von dem Ehepaar Speyer eingerichteten Stiftungen aus dem Nachlass durch den Testamentsvollstrecker Eduard Beit von Speyer (1860–1933), einen Schwiegersohn Gustav Speyers, aufgestockt und durch weitere Einrichtungen ergänzt. So wurde beispielsweise der Männersaal der Chirurgischen Abteilung im Krankenhaus der Israelitischen Gemeinde durch die „Georg und Franziska Speyer’sche Stiftung“ finanziert.
Nach der nationalsozialistischen Machtergreifung wurden alle Speyerschen Stiftungen als jüdische Einrichtungen „arisiert“ und umbenannt oder anderen Stiftungen zugeschlagen. Das Bankhaus Lazard Speyer-Ellissen wurde 1934 liquidiert. 1948 wurde die „Georg und Franziska Speyer’sche Studienstiftung“ wiederbelebt. Diese wurde 1949 mit der „Frankfurter Hochschulstiftung“, der ehemaligen „Georg-Speyer-Stiftung“, zur „Georg und Franziska Speyer’sche Hochschulstiftung“ vereinigt.

## Ehrungen

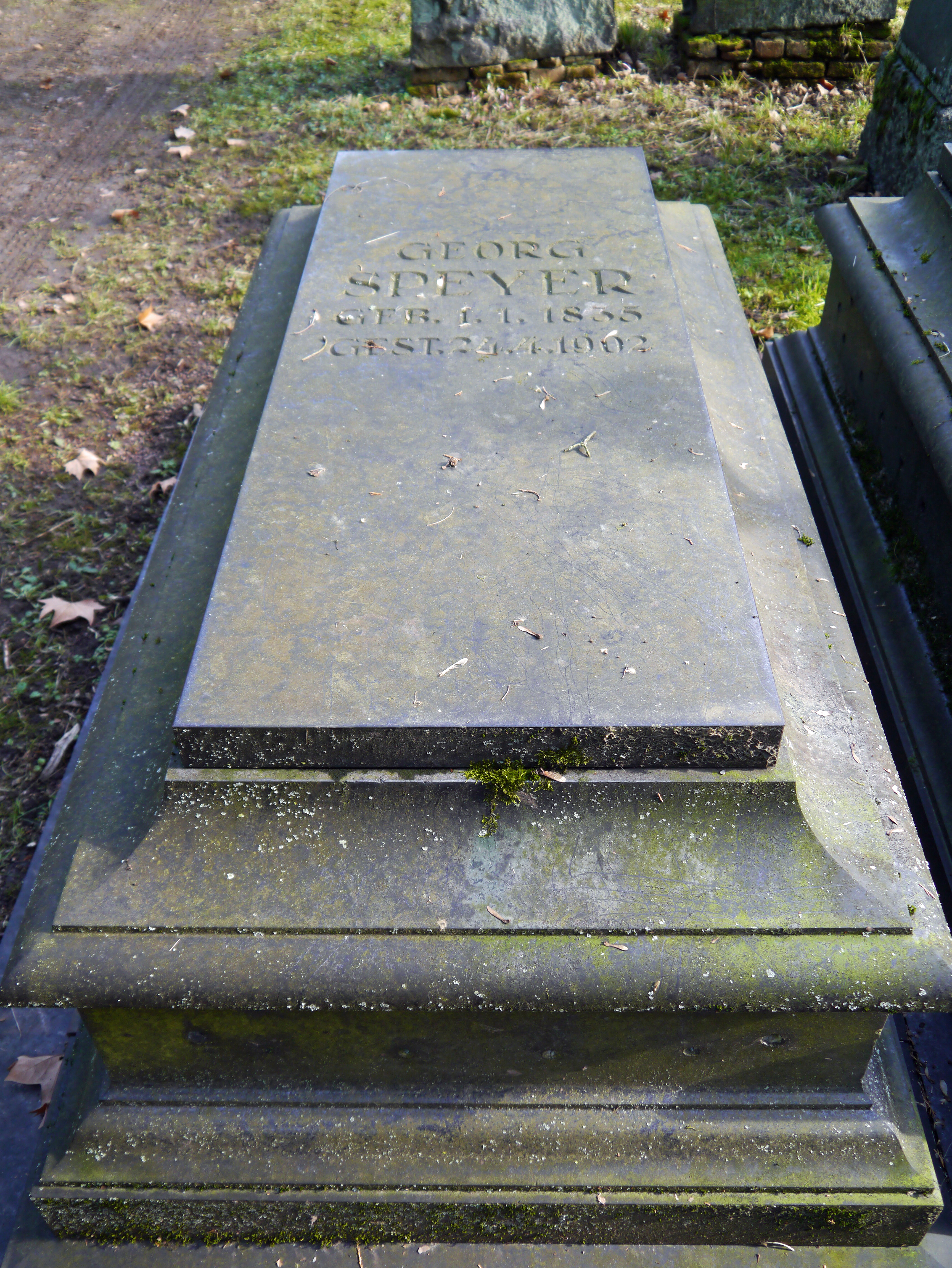
Grab von Georg Speyer auf dem Alten Jüdischen Friedhof an der Rat-Beil-Straße in Frankfurt am Main

Speyer war ewiges Mitglied der Senckenbergischen Naturforschenden Gesellschaft. 1896 erhielt er den Preußischen Kronenorden IV. Klasse und 1901 den Kronenorden III. Klasse verliehen. 
Der Asteroid (225250) Georgfranziska wurde am 12. Oktober 2011 dem Ehepaar zu Ehren benannt.
Nach ihm ist jeweils eine Straße in Frankfurt-Bockenheim und Bad Homburg vor der Höhe benannt. Sein Grab und das seiner Frau befinden sich auf dem Alten Jüdischen Friedhof in der Rat-Beil-Straße.